# Erhvervspartiet (1918-24)
|  | For det senere parti med samme navn, se Erhvervspartiet (1978-79) |
Erhvervspartiet var et dansk politisk parti, der eksisterede fra 1918 til 1924. Partier repræsenterede små næringsdrivende og arbejdede for disses interesser, særligt over for de større erhvervsdrivende. Dette udtrykte sig ved, at de gik ind for fri ret til at drive erhvervsvirksomhed, og afskaffelse af monopoler, truster og karteldannelser som kunne begrænse konkurrencen. Partiet startede i København i 1918 og opbyggede en landsorganisation i 1919.

## Valghistorie
Partiet stillede op til folketingsvalget 1918 i Hovedstaden og fik et enkelt mandat (Laurits Jensen) valgt.
Ved folketingsvalget 26. april 1920 stillede de op i 16 ud af 22 stor- og amtskredse på landsplan og opnåede 4 mandater i Folketinget. I juli 1920 stillede de op i samtlige valgkredse, men både ved dette valg og valget i september 1920 faldt deres procentvise tilslutning, og ved septembervalget mistede de et mandat, så de kun havde 3 mandater i et Folketing hvor det samlede antal mandater ellers var forøget med 9 på grund af genforeningen i 1920.
Erhvervspartiet oplevede en splittelse i 1922. To af dets tre folketingsmedlemmer (Ludvig Emil Boa og H.O. Hansen) skiftede til det nyoprettede Det frisindede Folkeparti, og kun Olaf Kayser fortsatte med at repræsentere erhvervspartiet i Folketinget.
Partiet fik efterfølgende et katastrofevalg i 1924 med blot 0,2 % af stemmerne og røg ud af Folketinget. De blev derefter opløst.
| Dato           | Stemmer | Procent | Mandater | Ændring | Kilde  |
| -------------- | ------- | ------- | -------- | ------- | ------ |
| 1918           | 11.934  |         | 1 / 140  | 1       | [ 5 ]  |
| april 1920     | 29.464  | 2,93 %  | 4 / 140  | 3       | [ 7 ]  |
| juli 1920      | 25.627  | 2,69 %  | 4 / 140  | Uændret | [ 9 ]  |
| september 1920 | 27.403  | 2,26 %  | 3 / 149  | 1       | [ 10 ] |
| 1924           | 2.102   | 0,16 %  | 0 / 149  | 3       | [ 12 ] |